# Val de Drôme
Val de Drôme is een gemeente in het Franse departement Calvados (regio Normandië). De plaats maakt deel uit van het arrondissement Vire. Val de Drôme is op 1 januari 2017 ontstaan door de fusie van de gemeenten Dampierre, La Lande-sur-Drôme, Saint-Jean-des-Essartiers en Sept-Vents. De gemeente telde 895 inwoners op 1 januari 2022.

## Geografie
De oppervlakte van Val de Drôme bedroeg op 1 januari 2022 27,62 vierkante kilometer; de bevolkingsdichtheid was toen 32,4 inwoners per km².
De onderstaande kaart toont de ligging van Val de Drôme met de belangrijkste infrastructuur en aangrenzende gemeenten.

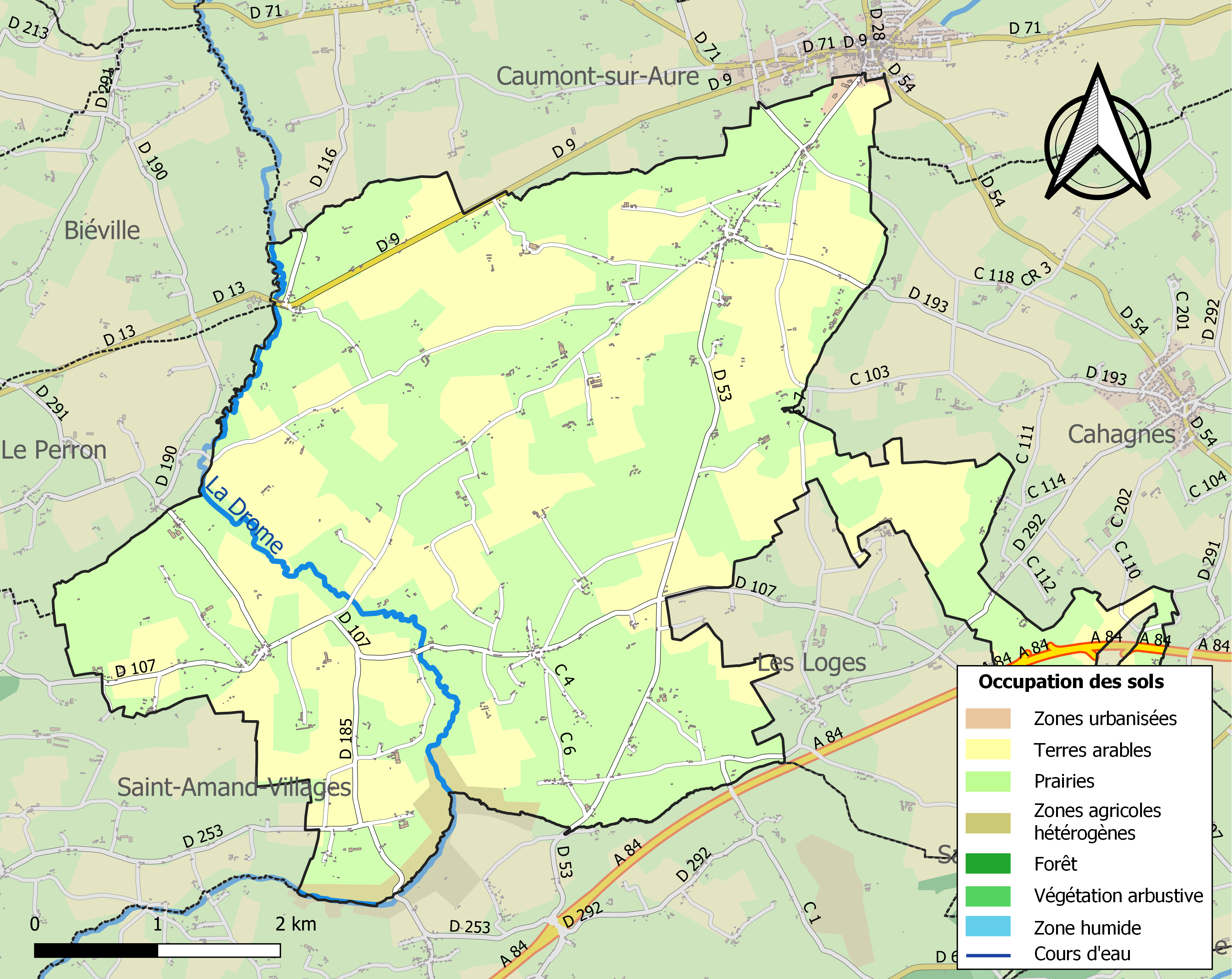